# Сунчаница (риба)
Сунчаница (лат. Lepomis gibbosus, Lepomus aututus, Lepomus cyanellus) је слатководна, мала риба, данас врло бројна у многим нашим водама из фамилије Centrarchidae
- Латински назив: Lepomis gibbosus

- Локални називи: сунчани караш, јапански караш, жутајац, јапек, јапић, јапанац, свиленац.

- Макс. дужина: 15

- Макс. тежина: 200 – 400

- Време мреста: крајем пролећа и током лета

## Опис и грађа
Сунчаница има златно нијансиране наранџасте бокове, светлозеленкасти трбух и светлозелена леђа са плавичастим преливима, а по целом телу је прошарана бронзано браонкастим и ружичастим пругама. На образима, распоређене у попречном низу, има тамне тачкице. на периферном делу шкржних поклопаца женка има црну и наранџасту, а мужјак има светлоцрвену и црну пегу, које су још израженија за време мреста

## Навике, станиште, распрострањеност
Постојбина сунчанице је Северне Америке и то јужни делови. У Европу је пренесена као акваријумска риба због свог необично лепог изгледа. Раширила се по рекама и језерима, непажњом људи, веома се брзо прилагодила новим условима и захваљујући брзом размножавању, озбиљно је угрозила многе аутохтоне европске врсте. Најбоље се снашла у топлим, плитким стајаћим водама са пуно биља, али се успела одржати и у појединим хладним салмонидним водама. Мада је мала растом веома је агресивне нарави и грабљивог понашања. Као и многе врсте риба које су из Северне Америке пренесене у Европу, и сунчаница се храни свим воденим животињицама које успе да улови и прогута укључујући и млађ других врста риба и икру, тако да је зову  „рибљим коровом“. Сунчаница пожртвовано чува своју икру и млађ, и захваљујући томе, за разлику од већине европских врста, врло се брзо множи у водама где је смањен број грабљивих риба (штука, сом). 
У Србији се налази се у Дунаву и његовим притокама, а може се наћи и у неким каналима и језерима.

## Размножавање
Мрести се крајем пролећа и током лета, када женка положи око 50 000 јајашаца икре у плићацима поред обале. За разлику од постојбине где је много већа, у Европи може да нарасте до 15 cm.